# Championnats d'Europe de badminton 1976
Navigation
Vienne 1974 Preston 1978
Les championnats d'Europe de badminton 1976, cinquième édition des championnats d'Europe de badminton, ont lieu les 6 et 7 avril 1976 à Dublin, en Irlande.

## Médaillés
| Épreuve       | Or                             | Argent                           | Bronze                               |
| ------------- | ------------------------------ | -------------------------------- | ------------------------------------ |
| Simple hommes | Flemming Delfs                 | Elo Hansen                       | Wolfgang Bochow                      |
| Simple hommes | Flemming Delfs                 | Elo Hansen                       | Paul Whetnall                        |
| Simple dames  | Gillian Gilks                  | Lene Køppen                      | Susan Whetnall                       |
| Simple dames  | Gillian Gilks                  | Lene Køppen                      | Margaret Lockwood                    |
| Double hommes | Ray Stevens / Mike Tredgett    | Derek Talbot / Eddy Sutton       | Willi Braun / Roland Maywald         |
| Double hommes | Ray Stevens / Mike Tredgett    | Derek Talbot / Eddy Sutton       | Bengt Fröman / Thomas Kihlström      |
| Double dames  | Gillian Gilks / Susan Whetnall | Margaret Lockwood / Nora Gardner | Karin Kucki / Vera Winter            |
| Double dames  | Gillian Gilks / Susan Whetnall | Margaret Lockwood / Nora Gardner | Joanna Flockhart / Christine Stewart |
| Double mixte  | Derek Talbot / Gillian Gilks   | Steen Skovgaard / Lene Køppen    | Rob Ridder / Marjan Luesken          |
| Double mixte  | Derek Talbot / Gillian Gilks   | Steen Skovgaard / Lene Køppen    | Mike Tredgett / Nora Gardner         |
| Par équipes   | Danemark                       | Angleterre                       | Suède                                |

## Tableau des médailles
| Rang | Pays                 | Médaille d'or | Médaille d'argent | Médaille de bronze | Total |
| ---- | -------------------- | ------------- | ----------------- | ------------------ | ----- |
| 1    | Angleterre           | 4             | 3                 | 4                  | 11    |
| 2    | Danemark             | 2             | 3                 | 0                  | 5     |
| 3    | Allemagne de l'Ouest | 0             | 0                 | 3                  | 3     |
| 4    | Suède                | 0             | 0                 | 2                  | 2     |
| 5    | Écosse               | 0             | 0                 | 1                  | 1     |
| 5    | Pays-Bas             | 0             | 0                 | 1                  | 1     |